# Manfred Hoffmann
Manfred Hoffmann (* 1938 in Ringenhain,  Tschechoslowakei) ist ein deutscher Agrarwissenschaftler und war Professor für Landwirtschaftliche Verfahrenstechnik (Landtechnik) an der Hochschule Weihenstephan-Triesdorf.

## Leben und Wirken
Hoffmann studierte an der Landwirtschaftlichen Fakultät Weihenstephan der Technischen Universität München und beendete seine Ausbildung nach dem Referendariat mit dem Zweiten Staatsexamen. Nach einer Dozententätigkeit an einer landwirtschaftlichen Ingenieurschule erhielt er 1964 einen Ruf an die neugegründete Hochschule Weihenstephan-Triesdorf für das Fachgebiet Agrartechnik. 
In seiner Dissertation befasste er sich mit Fragen der Didaktik der Technischen Wissenschaften. Er wurde kurz darauf vom Bayerischen Staatsministerium für Unterricht und Kultus zum Kontaktstellenleiter für Hochschuldidaktik ernannt und hat sich dabei insbesondere mit der Fortbildung von Hochschullehrern beschäftigt, was mit der erstmaligen Vergabe eines staatlichen Preises für gute Lehre durch das Wissenschaftsministerium honoriert wurde. Er wurde als Lehrbeauftragter an die TU München berufen, im Rahmen der Berufsschullehrerausbildung. Er initiierte an der Hochschule Weihenstephan-Triesdorf ein Ausbildungsangebot für Ökologischen Landbau. Seine Emeritierung erfolgte im Jahre 1999. In den folgenden Jahren setzte er sich für die Verbreitung des Ökologischen Landbaus ein.
Hoffmann veröffentlichte ca. zweihundert Publikationen in diversen Fachzeitschriften und organisierte jährlich Begegnungstage der KV-Akademie und der KVSt Isaria zu Freising zu Fragen von Naturwissenschaft und Religion.

## Wissenschaftliche Schwerpunkte
In Verbindung mit Arbeiten zur chemiefreien Unkrautbekämpfung entwickelte er die Abflammtechnik, die schließlich in Zusammenarbeit mit der Fa. Reinert, Weidenbach, zur heute führenden Technologie in der thermischen Unkrautbekämpfung führte.
Als Alternative zur Flüssigfermentation entwickelte er eine Reihe von Verfahrensvarianten zur Trockenfermentation bei der Biogasherstellung. Bei ihr wird im Gegensatz zur Verflüssigung der Biomassen mit einem gülleartigen Gärrest ein kompostartiger geruchsarmer Endzustand erreicht. Von besonderem Vorteil ist, dass alle methanisierbaren Biomaterialien (Biomüll, Straßen- und Autobahnbegleitgrün, Landschaftspflegeabraum etc.) mit einfacher Technologie verwertbar sind.
Zuletzt beschäftigte er sich mit den Auswirkungen von Stressoreneinflüssen auf die Lebensmittelqualität.

## Werke
- Untersuchungen über den gegenwärtigen Stand der ingenieurmäßigen landtechnischen Ausbildungswesens und über Möglichkeiten der Verbesserung des Lehrbetriebes – eine empirische Studie. In: Bayerisches Landwirtschaftliches Jahrbuch. 48. Jhrg. H 4/1971.
- Abflammtechnik. (= KTBL-Schrift. 331). 4. Auflage. Landwirtschaftsverlag, Münster 1989, ISBN 3-7843-1784-7.
- Vom Lebendigen im Lebensmittel. (= Ökologische Konzepte. Nr. 92). Deukalion-Verlag, 1997, ISBN 3-930720-34-5.
- Lebensmittelqualität und Gesundheit. (= Ökologische  Konzepte. Nr. 103). Baerens & Fuss, Schwerin 2007, ISBN 978-3-935046-05-3.
- Verfahren und Vorrichtung zur Methanisierung von Biomassen. In: Europäische Patentschrift EP 0934998 B1.

| Personendaten    | Personendaten                  |
| ---------------- | ------------------------------ |
| NAME             | Hoffmann, Manfred              |
| KURZBESCHREIBUNG | deutscher Agrarwissenschaftler |
| GEBURTSDATUM     | 1938                           |
| GEBURTSORT       | Ringenhain                     |